# ガイウス・サッルスティウス・クリスプス
ガイウス・サッルスティウス・クリスプス（ラテン語: Gaius Sallustius Crispus, 紀元前86年 - 紀元前35年）は、紀元前1世紀の共和政ローマの政務官。引退後は叙述に専念し歴史家としても知られ、タキトゥスに高く評価された。

## 経歴
イタリアのサビニ人の町アミテルヌム (Amiternum) （現ラクイラ近郊）で生まれ、その地方の有力者の家系であったと考えられている。アミテルヌムは同盟市戦争に加わり、ガイウス・マリウス派についたため、その後のルキウス・コルネリウス・スッラ時代に処罰の対象とされた可能性があり、幼少期に受けた戦乱の衝撃がその後の著作にも強く影響している可能性がある。留学経験はないものの、ギリシア文学についても博識であり、かなり高度な教育を受けていたと考えられる。
恐らく紀元前55年より前にローマへ来ており、前55年にクァエストル（財務官）、紀元前52年には護民官に就任、かなり手段を選ばない活動を行ったとみられ、紀元前50年にはケンソルの譴責を受け元老院を除名されている。護民官時代は、プブリウス・クロディウス・プルケルとオプティマテス側のティトゥス・アンニウス・ミロが激しく対立し、ミロと彼を弁護したマルクス・トゥッリウス・キケロを攻撃した護民官の一人と考えられている。元老院からの除名は、この騒動に関わったことや、その前にミロの妻との不倫をささやかれたことが原因であったとも考えられており、更に進めてガイウス・ユリウス・カエサル寄りであった彼に対するグナエウス・ポンペイウス派の報復人事ではないかとする説もある。
紀元前49年からのローマ内戦では、カエサルを助けて戦った。彼がいつ頃からカエサル派に立ったのか、研究者の間でも意見が分かれている。指揮官としてはいまいちであったが、アフリカ戦役でケルキナ島を占領し、その地の食糧を軍に供給した。タプススの戦いも目撃している。
カエサルの後押しで2度目の財務官からプラエトル（法務官）となり、アフリカ・ノウァ属州総督となったが、任期終了後、不法所得で告訴され、カエサルの力添えで無罪となった。カエサルが暗殺されると、政治から引退した。引退後はピンキウス丘の私邸に引きこもって贅沢を楽しみ、歴史叙述に専念した。この私邸の庭園は、観光名所となっている（サッルスティウス庭園）。

## 著作活動
主著『歴史』は引退後の著作で、ラテン語で書かれた大著であったが、大部分が失われた。スッラの死後から自身の時代までを描いたものと推測されている。第1巻（紀元前78年-77年）、第2巻（紀元前76年-75年）、第3巻（紀元前74年-72年）、第4巻（紀元前72年-68年）、第5巻（紀元前68年-67年）が計画されていたという。
『カティリナ戦記』Bellum Catilinae と『ユグルタ戦記』Bellum Iugurthinum のほとんどが今日まで伝わる。共和政ローマの政治の腐敗を記してはいるが、タキトゥスと同じく共和主義者であると考えられる。これらの各事件ごとに取り上げるという形式は、トゥキディデスに倣ったことが強くうかがわれ、文体からもその影響が見て取れるが、それよりも更に各事件から全体の流れが感じ取れるような、特徴あるものとなっている。他にもデモステネス、プラトン、クセノポン、ポリュビオス、ポセイドニオスらの作品についても詳しかったことが推察される。
ラテン語の黄金時代の作家の中でも臨場感といった意味で優れた書き手であり、ルネサンス以降、ラテン語散文の典型として広く読まれ、文化的な影響力も大きかったものと考えられている。4世紀のヒエロニムスによって「最も信頼できる書き手」と評価され、『カティリナ戦記』と『ユグルタ戦記』は中世においても人気があった。1470年にヴェネツィアで印刷され出版されている。16世紀以降、写本間の検証が行われ補註がつけられると、19世紀まで教育現場で盛んに読まれていた。

## 家族
自身に子はなく、同族から同名の養子ガイウス・サッルスティウス・クリスプスを迎えた。この養子はアウグストゥス、ティベリウスの私的な側近の地位を得た。
彼はアグリッパ・ポストゥムス殺害に関わったとされ、20年頃亡くなった。この子もルキウス・パッシエヌス・ルフスから養子をとっており、ガイウス・サッルスティウス・クリスプス・パッシエヌスを名乗ると、カリグラの寵愛を受け執政官を2度務めた。

## 年譜
（年齢は概数）
- 前112年-前106年　ユグルタ戦争。
- 前86年 （0歳） イタリアのアミテルヌム市で生まれた。
- 前63年 （23歳） カティリナの陰謀事件。
- 前55年 （31歳） 財務官に選ばれた。
- 前52年 （34歳） 護民官に選ばれた。
- 前50年 （36歳） 元老院を追放された。
- 前49年 （37歳） カエサル軍に従軍した。
- 前47年 （39歳） 財務官に再び選ばれ、元老院に復帰。
- 前46年 （40歳） 法務官に選ばれた。アフリカ・ノウァ属州総督
- 前44年 （42歳） カエサル暗殺を機に政界を引退。
- 前35年 （51歳） 死去。

## 著書
- 歴史
- カティリナ戦記 (Bellum Catilinae)
- ユグルタ戦記 (Bellum Iugurthinum)

日本語訳
- 合阪學・鷲田睦朗 訳『カティリーナの陰謀』大阪大学出版会、2008年。ISBN 9784872592740。
- 栗田伸子 訳『ユグルタ戦争　カティリーナの陰謀』岩波文庫、2019年。ISBN 9784003349915。
- 小川正廣 訳『カティリナ戦記／ユグルタ戦記』京都大学学術出版会〈西洋古典叢書〉、2021年。ISBN 9784814003488。